# Braunschweiger Turn- und Sportverein Eintracht von 1895 1970-1971
Questa voce raccoglie le informazioni riguardanti il Braunschweiger Turn- und Sportverein Eintracht von 1895 nelle competizioni ufficiali della stagione 1970-1971.

## Stagione
Nella stagione 1970-1971 l'Eintracht Braunschweig, allenato da Otto Knefler, concluse il campionato di Bundesliga al 4º posto. In Coppa di Germania l'Eintracht Braunschweig fu eliminato al primo turno dal Tasmania Berlino.

## Rosa
| N. |                     | Ruolo | Calciatore           |
| -- | ------------------- | ----- | -------------------- |
|    | Germania (bandiera) | P     | Burkhardt Öller      |
|    | Germania (bandiera) | P     | Horst Wolter         |
|    | Germania (bandiera) | D     | Joachim Bäse         |
|    | Germania (bandiera) | D     | Wolfgang Grzyb       |
|    | Germania (bandiera) | D     | Friedhelm Haebermann |
|    | Germania (bandiera) | D     | Peter Kaack          |
|    | Germania (bandiera) | D     | Franz Merkhoffer     |
|    | Germania (bandiera) | C     | Gerhard Elfert       |
|    | Germania (bandiera) | C     | Dietmar Erler        |

| N. |                     | Ruolo | Calciatore      |
| -- | ------------------- | ----- | --------------- |
|    | Germania (bandiera) | C     | Eberhard Haun   |
|    | Germania (bandiera) | C     | Max Lorenz      |
|    | Germania (bandiera) | C     | Michael Polywka |
|    | Germania (bandiera) | C     | Lothar Ulsaß    |
|    | Germania (bandiera) | A     | Jaro Deppe      |
|    | Germania (bandiera) | A     | Bernd Gersdorff |
|    | Germania (bandiera) | A     | Klaus Gerwien   |
|    | Germania (bandiera) | A     | Gerd Saborowski |
|    | Germania (bandiera) | A     | Rainer Skrotzki |

## Organigramma societario
Area tecnica
- Allenatore: Otto Knefler
- Allenatore in seconda: Heinz Patzig
- Preparatore dei portieri:
- Preparatori atletici:

## Calciomercato

### Sessione estiva
| Acquisti | Acquisti        | Acquisti          | Acquisti |
| R.       | Nome            | da                | Modalità |
| -------- | --------------- | ----------------- | -------- |
| C        | Dietmar Erler   | Borussia Dortmund |          |
| A        | Rainer Skrotzki | Wuppertal         |          |

| Cessioni | Cessioni     | Cessioni      | Cessioni |
| R.       | Nome         | a             | Modalità |
| -------- | ------------ | ------------- | -------- |
| A        | Erich Maas   | Bayern Monaco |          |
| A        | Hartmut Weiß | Stoccarda     |          |

## Risultati

### Bundesliga

#### Girone di andata
| Arbitro: | Tschenscher |

|                               |           |                              |
| Erler 16’ Ulsaß 31’ Deppe 52’ | Marcatori | 9’ Pirkner 57’, 64’ Wittkamp |

| Arbitro: | Regely |

|                                  |           |           |
| Simmet 15’ Cullmann 22’ Löhr 63’ | Marcatori | 19’ Erler |

| Arbitro: | Hilker |

|          |           |  |
| Ulsaß 8’ | Marcatori |  |

| Arbitro: | Hillebrand |

|  |           |                     |
|  | Marcatori | 12’ Erler 44’ Grzyb |

| Duisburg 11 settembre 1970, ore 20:00 CET 5ª giornata | Duisburg | 0 – 0 referto | Eintracht Braunschweig | Wedaustadion (15 000 spett.)\| Arbitro: \| Berner \| |
| Arbitro:                                              | Berner   |               |                        |                                                      |

| Arbitro: | Gabor |

|                                      |           |  |
| Ulsaß 15’, 18’ Deppe 20’ Polywka 59’ | Marcatori |  |

| Arbitro: | Hamer |

|          |           |  |
| Wild 41’ | Marcatori |  |

| Arbitro: | Siebert |

|                               |           |  |
| Deppe 18’, 37’ Merkhoffer 63’ | Marcatori |  |

| Arbitro: | Heckeroth |

|  |           |               |
|  | Marcatori | 15’ Gersdorff |

| Arbitro: | Eschweiler |

|                     |           |  |
| Deppe 59’ Ulsaß 88’ | Marcatori |  |

| Arbitro: | Linn |

|                              |           |                |
| Laumen 12’, 67’ Heynckes 84’ | Marcatori | 73’ Merkhoffer |

| Arbitro: | Voß |

|                                             |           |           |
| Gerwien 40’ Ulsaß 55’, 58’ (rig.) Grzyb 71’ | Marcatori | 42’ Nogly |

| Arbitro: | Regely |

|            |           |  |
| Keller 35’ | Marcatori |  |

| Arbitro: | Aldinger |

|                     |           |                            |
| Ulsaß 43’, 52’, 55’ | Marcatori | 20’ Stürz 54’ Leopoldseder |

| Arbitro: | Fork |

|  |           |                |
|  | Marcatori | 71’ Saborowski |

| Arbitro: | Bonacker |

|                |           |            |
| Saborowski 82’ | Marcatori | 57’ Hoeneß |

| Arbitro: | Wengenmayer |

|             |           |  |
| Kobluhn 44’ | Marcatori |  |

#### Girone di ritorno
| Arbitro: | Tschenscher |

|              |           |  |
| Wittkamp 86’ | Marcatori |  |

| Arbitro: | Riegg |

|                               |           |          |
| Deppe 70’ Erler 85’ Ulsaß 87’ | Marcatori | 35’ Löhr |

| Arbitro: | Siepe |

|                             |           |  |
| Görts 38’ Schütz 79’ (rig.) | Marcatori |  |

| Arbitro: | Hamer |

|                              |           |  |
| Ulsaß 4’ Deppe 68’ Erler 90’ | Marcatori |  |

| Arbitro: | Geng |

|                                                     |           |  |
| Deppe 7’, 53’ Haebermann 17’ Skrotzki 20’ Ulsaß 61’ | Marcatori |  |

| Arbitro: | Dittmer |

|          |           |           |
| Weiß 10’ | Marcatori | 81’ Ulsaß |

| Arbitro: | Weyland |

|                     |           |                  |
| Erler 23’ Deppe 44’ | Marcatori | 30’ Steffenhagen |

| Arbitro: | Berner |

|                   |           |           |
| Lorenz 46’ (aut.) | Marcatori | 31’ Deppe |

| Arbitro: | Wengenmayer |

|           |           |  |
| Ulsaß 34’ | Marcatori |  |

| Arbitro: | Hilker |

|                                            |           |                            |
| Hölzenbein 3’, 62’ Heese 17’, 80’ Kalb 30’ | Marcatori | 16’ (aut.) Heese 73’ Erler |

| Arbitro: | Betz |

|           |           |           |
| Ulsaß 26’ | Marcatori | 8’ Laumen |

| Arbitro: | Fork |

|                      |           |           |
| Zaczyk 44’ Hönig 73’ | Marcatori | 39’ Ulsaß |

| Arbitro: | Bonacker |

|  |           |                                                  |
|  | Marcatori | 27’ Berg 41’ Siemensmeyer 61’ Reimann 82’ Keller |

| Arbitro: | Schröck |

|  |           |             |
|  | Marcatori | 32’ Polywka |

| Arbitro: | Hamer |

|                             |           |  |
| Skrotzki 48’ Haebermann 56’ | Marcatori |  |

| Arbitro: | Hennig |

|                                                    |           |           |
| Beckenbauer 6’ Zobel 43’ Brenninger 50’ Hoeneß 84’ | Marcatori | 65’ Ulsaß |

| Arbitro: | Wengenmayer |

|           |           |             |
| Grzyb 44’ | Marcatori | 62’ Kobluhn |

### Coppa di Germania
| Arbitro: | Hillebrand |

|             |           |  |
| Egbuono 74’ | Marcatori |  |

## Statistiche

### Statistiche di squadra
| Competizione      | Punti | In casa | In casa | In casa | In casa | In casa | In casa | In trasferta | In trasferta | In trasferta | In trasferta | In trasferta | In trasferta | Totale | Totale | Totale | Totale | Totale | Totale | DR  |
| Competizione      | Punti | G       | V       | N       | P       | Gf      | Gs      | G            | V            | N            | P            | Gf           | Gs           | G      | V      | N      | P      | Gf     | Gs     | DR  |
| ----------------- | ----- | ------- | ------- | ------- | ------- | ------- | ------- | ------------ | ------------ | ------------ | ------------ | ------------ | ------------ | ------ | ------ | ------ | ------ | ------ | ------ | --- |
| Bundesliga        | 39    | 17      | 12      | 4       | 1       | 39      | 15      | 17           | 4            | 3            | 10           | 13           | 25           | 34     | 16     | 7      | 11     | 52     | 40     | +12 |
| Coppa di Germania | -     | 0       | 0       | 0       | 0       | 0       | 0       | 1            | 0            | 0            | 1            | 0            | 1            | 1      | 0      | 0      | 1      | 0      | 1      | -1  |
| Totale            | 39    | 17      | 12      | 4       | 1       | 39      | 15      | 18           | 4            | 3            | 11           | 13           | 26           | 35     | 16     | 7      | 12     | 52     | 41     | +11 |

### Andamento in campionato
| Giornata  | 1 | 2  | 3  | 4 | 5 | 6 | 7 | 8 | 9 | 10 | 11 | 12 | 13 | 14 | 15 | 16 | 17 | 18 | 19 | 20 | 21 | 22 | 23 | 24 | 25 | 26 | 27 | 28 | 29 | 30 | 31 | 32 | 33 | 34 |
| --------- | - | -- | -- | - | - | - | - | - | - | -- | -- | -- | -- | -- | -- | -- | -- | -- | -- | -- | -- | -- | -- | -- | -- | -- | -- | -- | -- | -- | -- | -- | -- | -- |
| Luogo     | C | T  | C  | T | T | C | T | C | T | C  | T  | C  | T  | C  | T  | C  | T  | T  | C  | T  | C  | C  | T  | C  | T  | C  | T  | C  | T  | C  | T  | C  | T  | C  |
| Risultato | N | P  | V  | V | N | V | P | V | V | V  | P  | V  | P  | V  | V  | N  | P  | P  | V  | P  | V  | V  | N  | V  | N  | V  | P  | N  | P  | P  | V  | V  | P  | N  |
| Posizione | 5 | 16 | 11 | 7 | 8 | 3 | 5 | 4 | 4 | 3  | 4  | 4  | 4  | 4  | 4  | 3  | 4  | 4  | 4  | 4  | 4  | 3  | 4  | 4  | 3  | 3  | 3  | 3  | 4  | 4  | 4  | 4  | 4  | 4  |

Legenda:

Luogo: C = Casa; T = Trasferta. Risultato: V = Vittoria; N = Pareggio; P = Sconfitta.

### Statistiche dei giocatori
| Giocatore     | Bundesliga | Bundesliga | Bundesliga  | Bundesliga | Coppa di Germania | Coppa di Germania | Coppa di Germania | Coppa di Germania | Totale   | Totale | Totale      | Totale     |
| Giocatore     | Presenze   | Reti       | Ammonizioni | Espulsioni | Presenze          | Reti              | Ammonizioni       | Espulsioni        | Presenze | Reti   | Ammonizioni | Espulsioni |
| ------------- | ---------- | ---------- | ----------- | ---------- | ----------------- | ----------------- | ----------------- | ----------------- | -------- | ------ | ----------- | ---------- |
| J. Bäse       | 23         | 0          | 0           | 0          | 1                 | 0                 | 0                 | 0                 | 24       | 0      | 0           | 0          |
| J. Deppe      | 30         | 11         | 0           | 0          | 1                 | 0                 | 0                 | 0                 | 31       | 11     | 0           | 0          |
| G. Elfert     | 3          | 0          | 0           | 0          | 0                 | 0                 | 0                 | 0                 | 3        | 0      | 0           | 0          |
| D. Erler      | 30         | 7          | 0           | 0          | 1                 | 0                 | 0                 | 0                 | 31       | 7      | 0           | 0          |
| B. Gersdorff  | 33         | 1          | 0           | 0          | 1                 | 0                 | 0                 | 0                 | 34       | 1      | 0           | 0          |
| K. Gerwien    | 23         | 1          | 0           | 0          | 0                 | 0                 | 0                 | 0                 | 23       | 1      | 0           | 0          |
| W. Grzyb      | 34         | 3          | 0           | 0          | 1                 | 0                 | 0                 | 0                 | 35       | 3      | 0           | 0          |
| F. Haebermann | 25         | 2          | 0           | 0          | 1                 | 0                 | 0                 | 0                 | 26       | 2      | 0           | 0          |
| E. Haun       | 13         | 0          | 0           | 0          | 0                 | 0                 | 0                 | 0                 | 13       | 0      | 0           | 0          |
| P. Kaack      | 28         | 0          | 0           | 0          | 1                 | 0                 | 0                 | 0                 | 29       | 0      | 0           | 0          |
| M. Lorenz     | 24         | 0          | 0           | 0          | 1                 | 0                 | 0                 | 0                 | 25       | 0      | 0           | 0          |
| F. Merkhoffer | 34         | 2          | 0           | 0          | 1                 | 0                 | 0                 | 0                 | 35       | 2      | 0           | 0          |
| M. Polywka    | 21         | 2          | 0           | 0          | 0                 | 0                 | 0                 | 0                 | 21       | 2      | 0           | 0          |
| G. Saborowski | 10         | 2          | 0           | 0          | 1                 | 0                 | 0                 | 0                 | 11       | 2      | 0           | 0          |
| R. Skrotzki   | 27         | 2          | 0           | 0          | 1                 | 0                 | 0                 | 0                 | 28       | 2      | 0           | 0          |
| L. Ulsaß      | 32         | 18         | 0           | 0          | 1                 | 0                 | 0                 | 0                 | 33       | 18     | 0           | 0          |
| H. Wolter     | 25         | 0          | 0           | 0          | 0                 | 0                 | 0                 | 0                 | 25       | 0      | 0           | 0          |
| B. Öller      | 9          | 0          | 0           | 0          | 1                 | 0                 | 0                 | 0                 | 10       | 0      | 0           | 0          |